# Limonia acidissima
Genre
Espèce
Limonia acidissima (syn. Feronia elephantum, Feronia limonia, Hesperethusa crenulata, Schinus limonia)  Kawista,surnommé également Pomme à coque, il est la seule espèce du genre Limonia de la famille des Rutacées. C'est un parent proche des agrumes (de la famille des Rutaceae, de la sous-famille des Citroideae (ou des Aurantioideae) et de la tribu des Citreae). 

## Habitat et répartition
Il pousse à l'état sauvage dans tout le sous-continent indien et au Sri Lanka, en Asie du Sud-Est jusqu'à Java (île) et en Malaisie. Il se rencontre jusqu'à 450 m d'altitude dans l'Himalaya.
Bien que poussant dans une grande variété de sols, il préfère les sols légers. Il demande une saison sèche bien marquée.

## Description

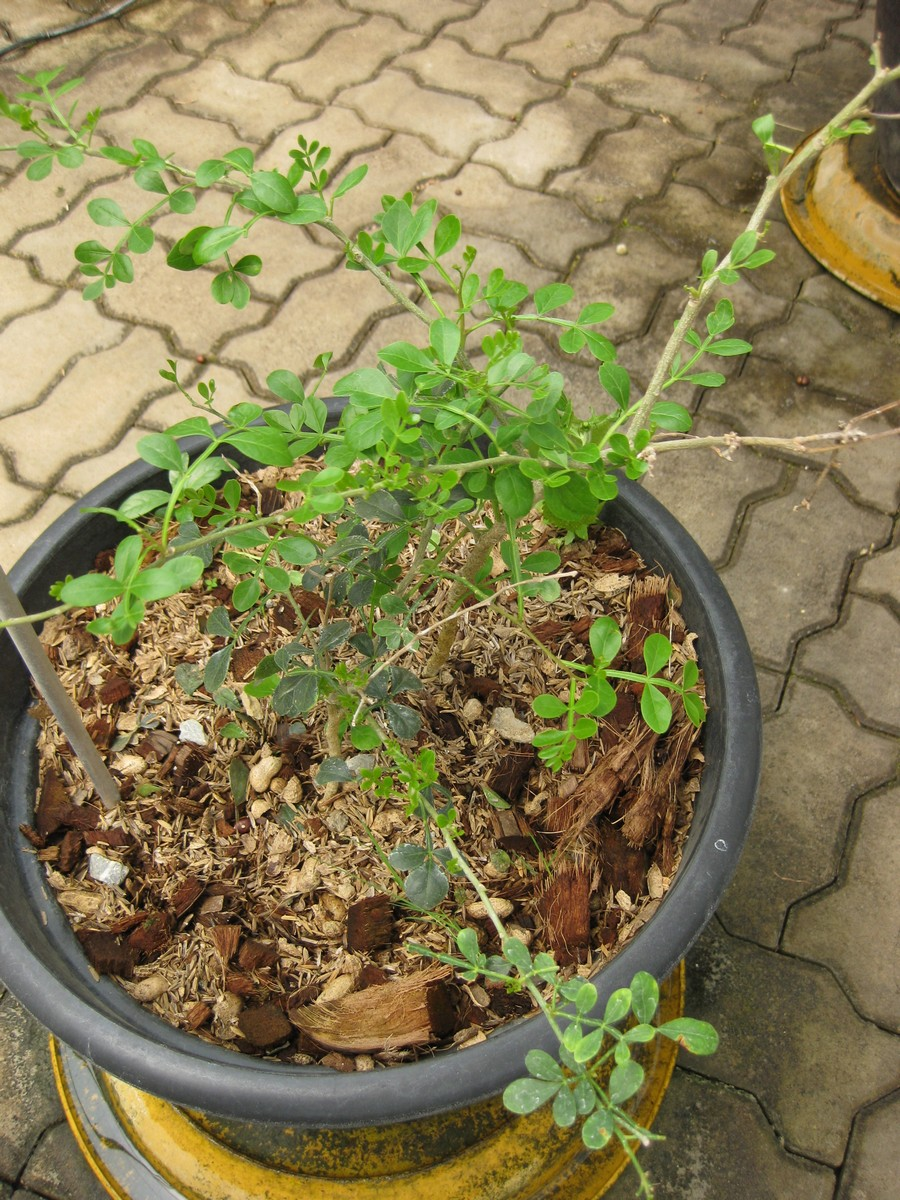
Jeune plant en pot, au Jardin botanique de la reine Sirikit, en Thaïlande.

C'est un petit arbre à croissance lente pouvant atteindre 9 m de haut avec des branches aux épines dressées de 2-5 cm de long. Son port est érigé aux branches portant de nombreux rameaux grêles retombants aux extrémités. Les branches sont parfois en zigzag.
L'écorce est fissurée.

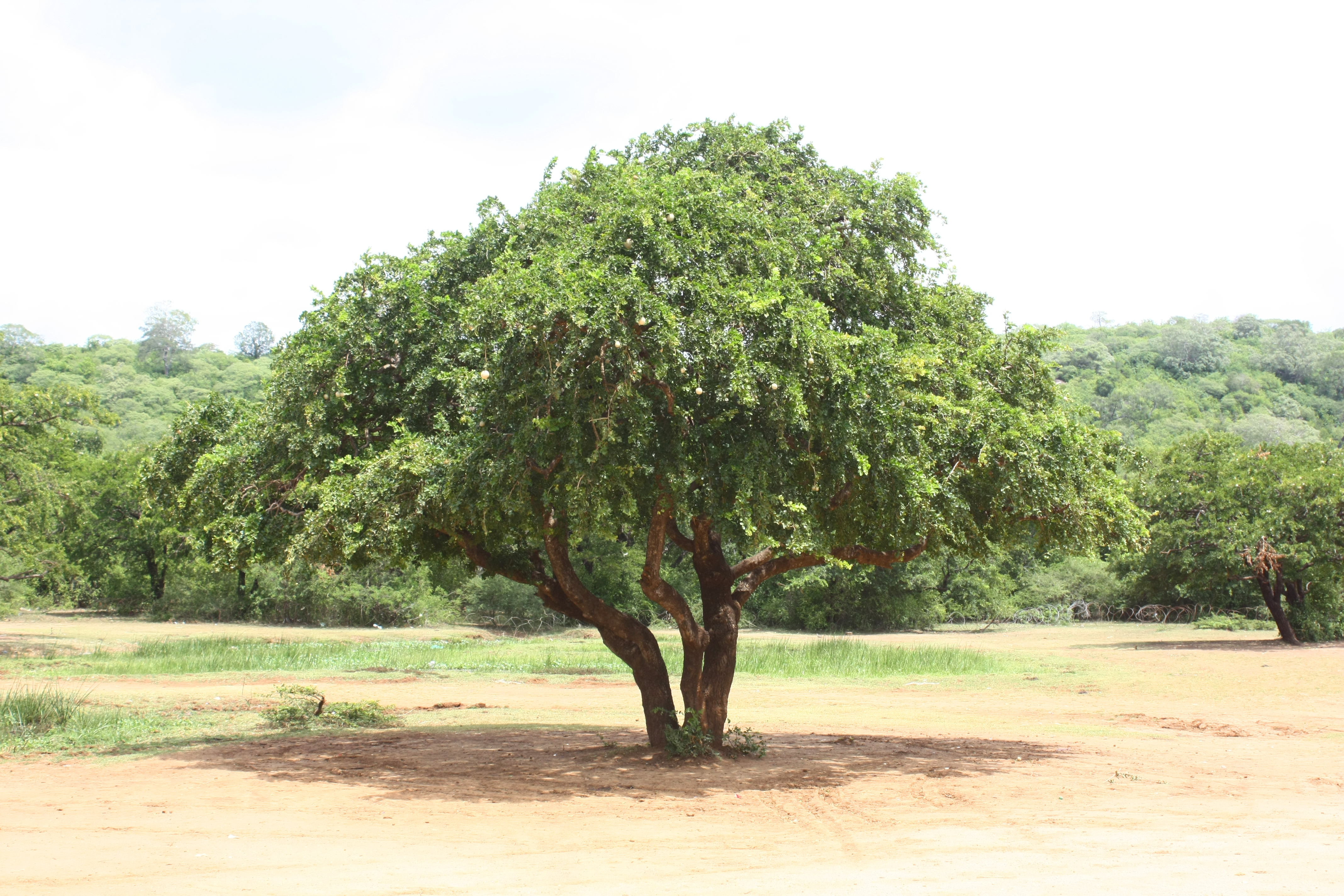
Limonia acidissima, au Sri Lanka.

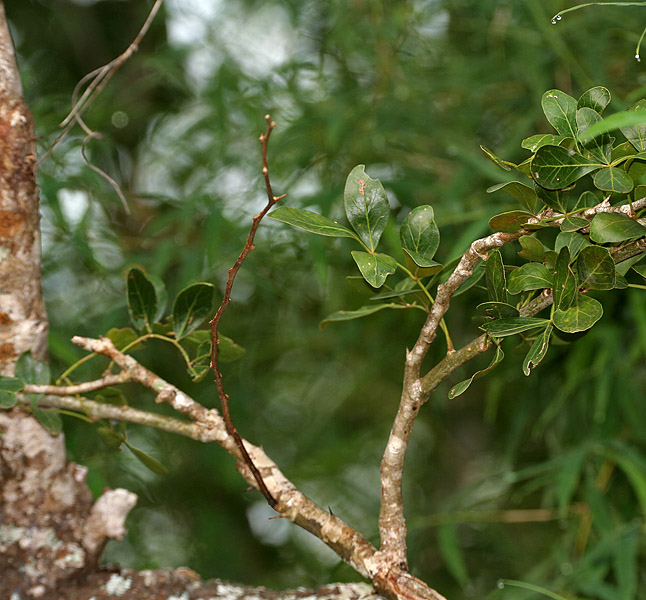
Écorce, feuilles et rameau épineux, dans l'État télougou Andhra Pradesh, en Inde.

Le tronc et les branches exsudent une gomme blanche transparente surtout après la mousson.
Les feuilles caduques sont alternes, glabres, vert foncé composées de 5 à 7 folioles opposées chacune de 25–35 mm de long et 10–20 mm de large avec des glandes répandant une odeur citronnée / anisée lorsqu'elles sont écrasées. Elles tombent en janvier en Malaisie.
Les fleurs de 12,5 mm de diamètre, mâles ou hermaphrodites en petits panicules lâches terminaux ou latéraux, sont blanc crème à vert pâle avec des étamines rouge foncé formant une couronne. Elles éclosent en février-mars et les fruits sont mûrs en octobre-novembre en Malaisie, de novembre à mars en Inde.
Les très jeunes feuilles, les pétioles et les jeunes rameaux et épines sont pubescents.

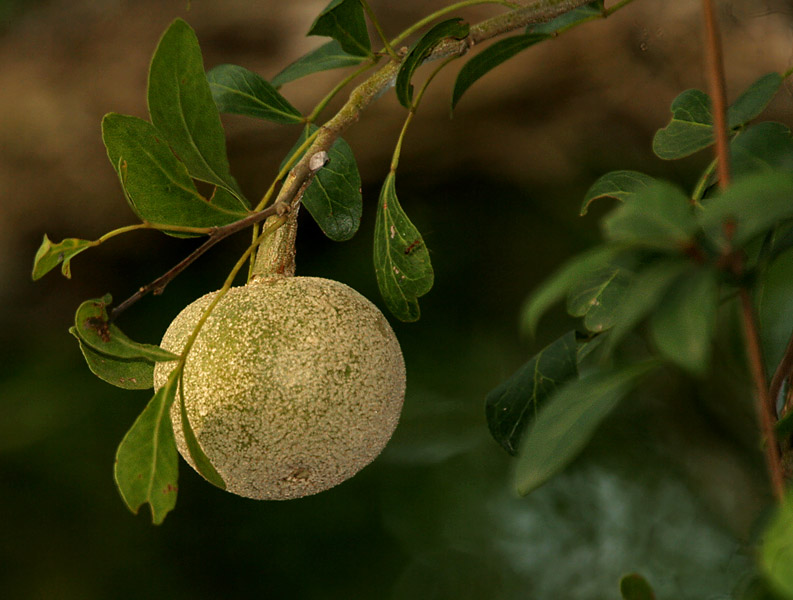
Fruit, dans l'état d'Andhra Pradesh, en Inde.

Le fruit de 50 à 125 mm de large est rond à légèrement ovale, avec une écorce blanchâtre, dure, ligneuse de 6 mm d'épaisseur.
Sa pulpe est jaune à orange foncé. Elle est comestible, non juteuse et crémeuse, comportant de nombreuses fibres épaisses avec un fort arôme aurantiacé et un goût plaisant parfois acide et sucré.
Les graines sont nombreuses, couvertes de pilosités, noyées dans un épais jus résineux qui est également comestible.

### Variétés
Il existe deux formes : une à fruits larges et sucrés, une autre à fruits petits et acides.

## Culture
L'arbre est généralement propagé par les graines mais le bouturage de racines, le marcottage aérien et le greffage sur francs sont également pratiqués.
Le semis donne des fruits à l'âge de 15 ans.
Il peut pousser jusqu'à une altitude de 460 m dans l'Himalaya occidental.
Une période sèche et une période de mousson lui sont nécessaires pour fructifier.
Il supporte tous types de sol avec une préférence pour les sols légers.
Après la cueillette, le fruit est gardé une quinzaine de jours pour finir sa maturation.
Le Limonia est utilisé avec succès comme porte-greffe de Citrus. Cette greffe provoque une mise à fruit extrêmement précoce ce qui le fait utiliser pour provoquer une mise à fruits forcée pour accélérer la mise au point de nouveaux hybrides de Citrus.

## Usage
Pour tester la maturité, le fruit est lâché sur une surface dure d'une hauteur de 30 cm. Les fruits immatures rebondissent les fruits mûrs non.
Bien que beaucoup moins résistante que la coque de noix de coco, l'écorce du fruit doit néanmoins être cassée avec un marteau ou en tapant le fruit sur une surface dure.
La pulpe est consommée directement dans l'écorce à la cuillère telle quelle ou mélangée à du sucre. Elle est aussi très utilisée pour confectionner des boissons en la mélangeant à de l'eau, du lait ou du lait de coco du sucre de canne ou de palme. Elle est aussi utilisée en sorbet, en confiture, gelée, chutney.
Caractéristiques nutritionnelles pour 100 g de pulpe :
- Humidité 74 g
- Protéines 8 g
- Lipides 1,45 g
- Glucides 7,45 g
- Cendres 5 g
- Calcium 0,17 g
- Phosphore 0,08 g
- Fer 0,07 g
- Tannins 1,03 g
- Pectine 3-5 g

La pulpe représente 36 % du fruit.
Les graines contiennent une huile à haute teneur en acides gras insaturés.
L'arbre est élagué pour le fourrage.
Le bois est gris-jaune ou blanchâtre, dur, lourd, durable et apprécié pour la construction, la fabrication d'outils, de meule, la sculpture. C'est aussi un bon combustible.
La gomme exsudée par le tronc et les branches a les mêmes usages que la gomme arabique pour la fabrication de peintures, encres, teintures, vernis. Elle contient 35,5 % d'arabinose et de xylose, 42,7 % de d-galactose, des traces de rhamnose et d'acide glucuronique.
Les feuilles, l'écorce, les racines ont de nombreux usages cosmétiques ou médicinaux (par exemple pour le thanaka des Birmans).

## Autres appellations
- Anglais : Wood Apple, Elephant Apple, Monkey Fruit or Curd Fruit.
- Bengali : Koth Bel (কৎ বেল)
- Hindi : Kaithā (कैथा) or Kath Bel.
- Javanais : Kawis or Kawista
- Kannada : Belada Hannu / Byalada Hannu
- Khmer : Khvét (ខ្វិត)
- Marathi : Kavaṭh (कवठ).
- Oriya : Kaintha
- Sanskrit: Kapittha (कपित्थ), Dadhistha, Surabhicchada, Kapipriya, Dadhi, Puṣpapahala, Dantasātha, Phalasugandhika, Cirapākī, Karabhithū, Kanṭī, Gandhapatra, Grāhiphala, Kaṣāyāmlaphala
- Sinhalese : Divul.
- Tamoul : Vīlām balam (விளாம் பழம்)
- Télougou : Vellaga Pandu